# B̈
La B con diéresis (Mayúscula: B̈ minúscula: b̈), es un grafema utilizado como letra latina adicional en la romanización de la escritura maniquea. También se utiliza en la escritura polaco según la ortografía inicial de Stanisław Zaborowski en el siglo XIX. Se forma a partir de la letra B diacrítica con diéresis escrita.

## Uso
En la romanización de la escritura maniquea, «b̈» translitera bheth «𐫂».

## Codificación
La B con diéresis puede ser representado por los siguientes caracteres en Unicode:
| Forma     | Representación | Puntos de código | Descripción                           |
| --------- | -------------- | ---------------- | ------------------------------------- |
| Mayúscula | B̈              | U+0042 U+0308    | Letra mayúscula latina b con diéresis |
| minúscula | b̈              | U+0062 U+0308    | Letra minúscula latina b con diéresis |